# Yaltajtic
Yaltajtic är en ort i Mexiko.   Den ligger i kommunen Chilón och delstaten Chiapas, i den sydöstra delen av landet, 800 km öster om huvudstaden Mexico City. Yaltajtic ligger 880 meter över havet och antalet invånare är 123.
Terrängen runt Yaltajtic är huvudsakligen kuperad, men den allra närmaste omgivningen är platt. Yaltajtic ligger nere i en dal. Runt Yaltajtic är det ganska tätbefolkat, med 54 invånare per kvadratkilometer. Närmaste större samhälle är Ocosingo, 18,8 km sydost om Yaltajtic. I omgivningarna runt Yaltajtic växer i huvudsak städsegrön lövskog.